# Ángel Alvarado
Ángel David Alvarado Santín (Ciudad de México, 10 de octubre de 2000) es un atleta mexicano que compite en tiro con arco recurvo. Es medallista de bronce en los Juegos Panamericanos de 2019 en el evento de tiro con arco recurvo por equipos mixtos.

## Palmarés internacional
| Juegos Panamericanos | Juegos Panamericanos | Juegos Panamericanos | Juegos Panamericanos |
| Año                  | Lugar                | Medalla              | Categoría            |
| -------------------- | -------------------- | -------------------- | -------------------- |
| 2019                 | Lima (Perú)          | Medalla de bronce    | Equipo mixto         |